# Rabinplein
Het Rabinplein (Hebreeuws: כיכר רבין; Kikar Rabin), voorheen het Koningen van Israëlplein (Hebreeuws: כיכר מלכי ישראל; Kikar Malchei Yisrael) geheten, is een groot openbaar stadsplein in het centrum van Tel Aviv, Israël. In 1995 werd het plein omgedoopt tot Kikar Rabin (Rabinplein) na de moord op de Israëlische minister-president Yitzhak Rabin, die daar op 4 november 1995 na afloop van een vredesdemonstratie plaatsvond.
Het plein wordt omringd door het stadhuis van Tel Aviv in het noorden, Ibn Gabirol Street in het oosten, Malchei Yisrael Street in het zuiden en Hen Boulevard in het westen. Het werd ontworpen door de architecten Yaski en Alexandroni en in 1964 naast het stadhuis aangelegd.

## Geschiedenis
Tot het begin van de jaren 90 van de 20e eeuw werd het plein op Jom Haätsmaoet, Israëls onafhankelijkheidsdag, gebruikt als openbare expositieruimte. Het plein is tevens de locatie geweest van talloze politieke bijeenkomsten, parades en andere openbare evenementen. Het heeft de capaciteit van circa 30.000 mensen.
Op 4 november 1995 werd Yitzhak Rabin, die op dat moment de premier van Israël was, aan het einde van een vredesbijeenkomst op dit plein door de extreemrechtse Yigal Amir vermoord. In de dagen na de gebeurtenis verzamelden zich duizenden Israëliërs op het plein om Rabin te herdenken. De jongeren die om hem kwamen rouwen, werden de 'kaarsenjeugd' (Hebreeuws: נוער הנרות; no'ar hanerot) genoemd, vernoemd naar de vele kaarsen die ze aanstaken. Een deel van de graffiti die ze op de nabijgelegen muren aanbrachten, is bewaard gebleven.
In de noordoostelijke hoek van het plein, op de plek waar Rabin werd vermoord, staat een gedenkteken. Onderdeel van het monument is een kleine, open muur. Aan de zuidkant van het plein staat een herdenkingsbeeld (een Holocaustmonument) dat werd ontworpen door de Israëlische kunstenaar Yigal Tumarkin.

## Galerij

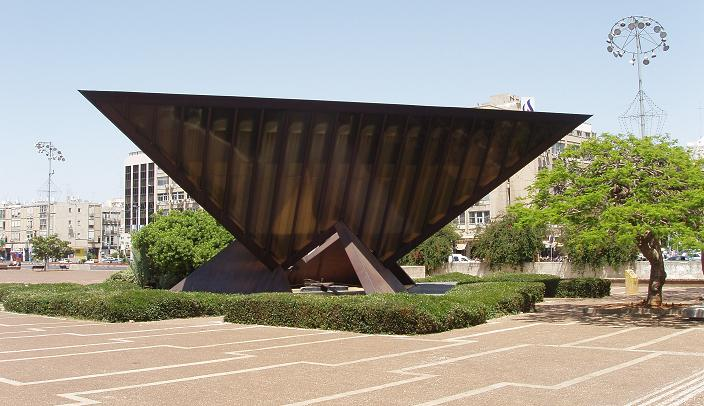
Het Holocaustmonument dat door Yigal Tumarkin werd ontworpen.
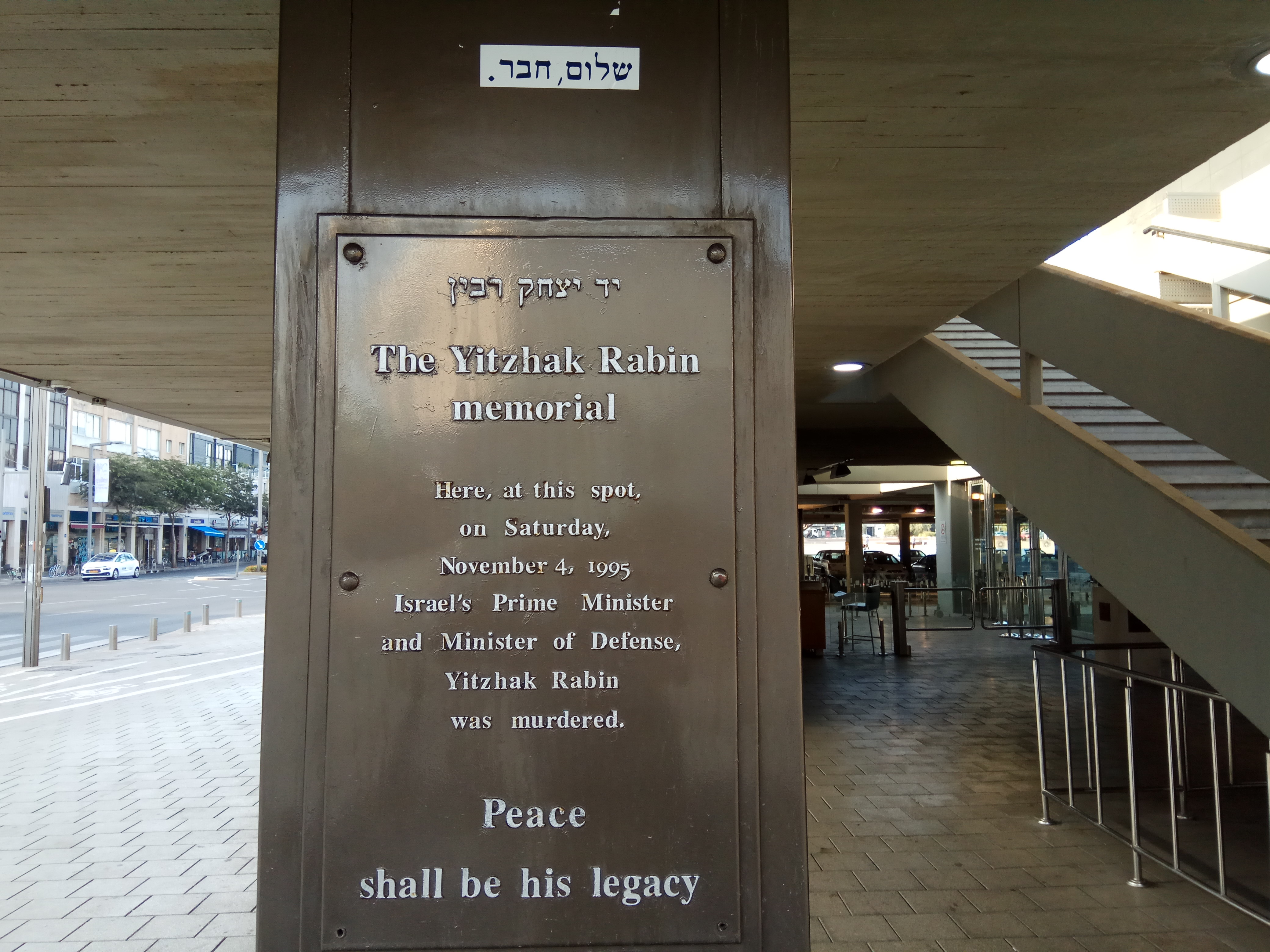
Het gedenkteken op de plek waar Yitzhak Rabin werd vermoord.
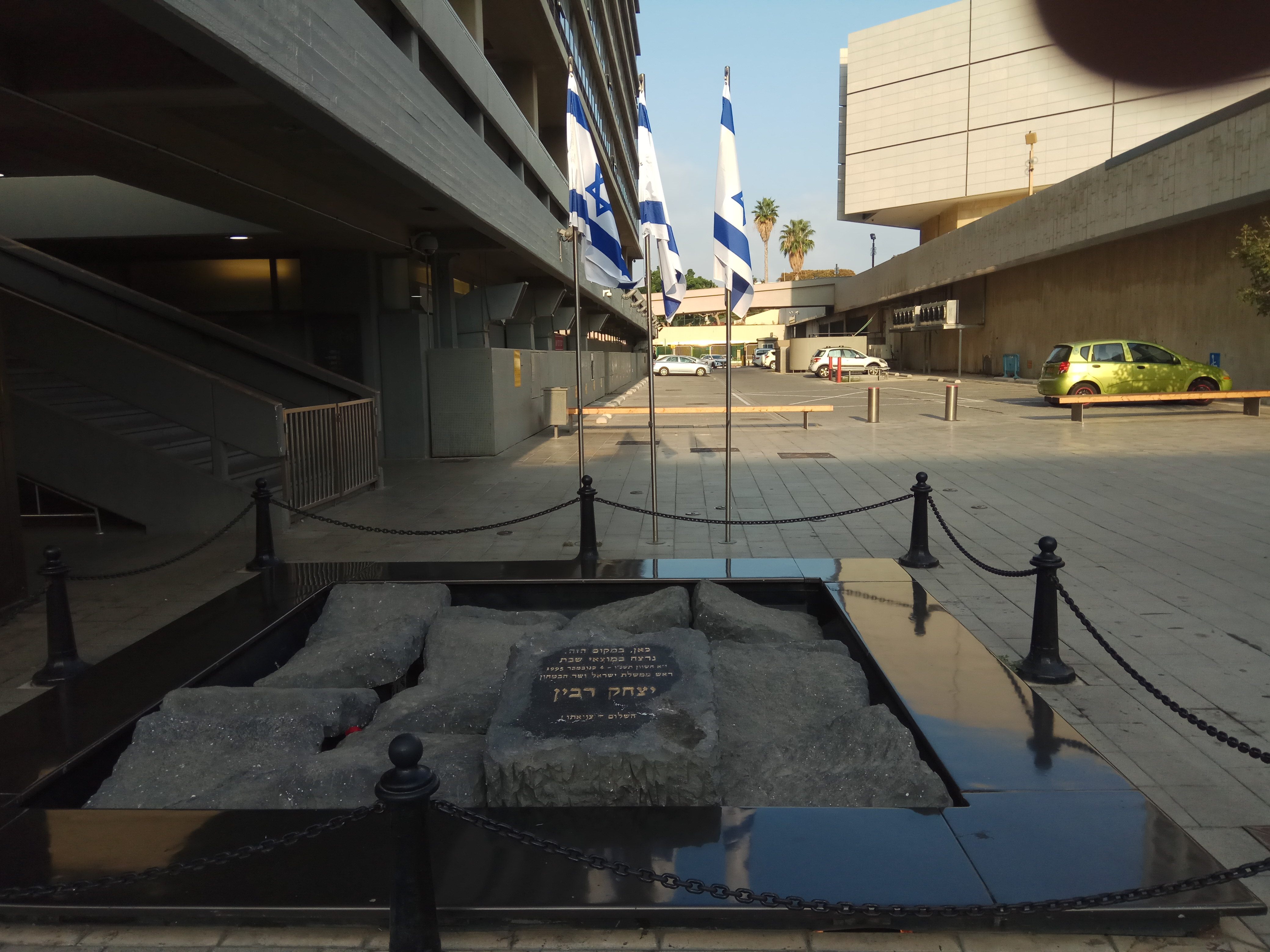
Het gedenkteken op de plek waar Yitzhak Rabin werd vermoord.
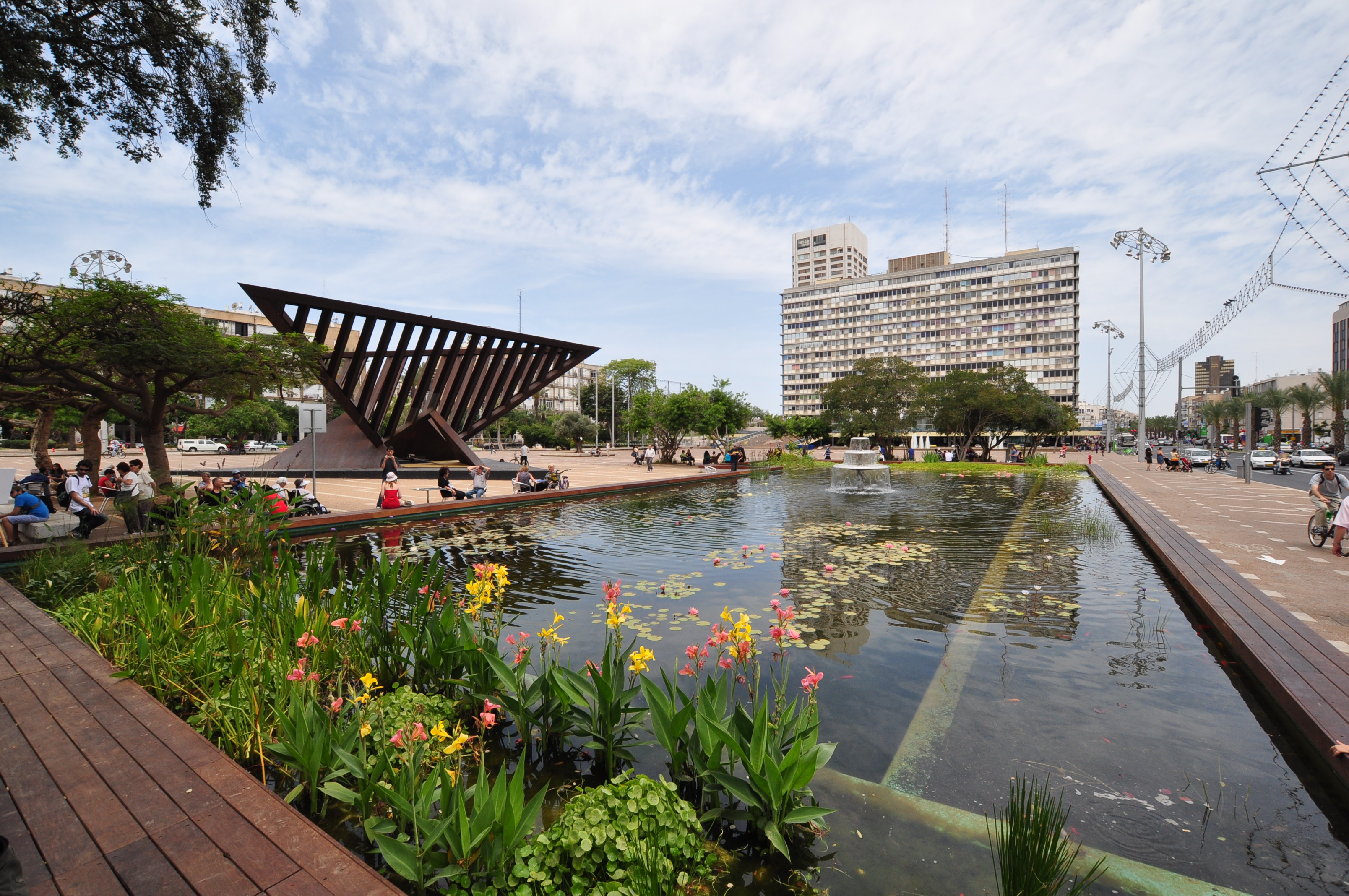
Het Rabinplein met links het Holocaustmonument en op de achtergrond het stadhuis van Tel Aviv.

## Renovatie
Eind jaren '90 en begin jaren '00 was er veel kritiek op het uiterlijk van het plein, en dan vooral gericht op het stadhuisgebouw. Wat in de jaren '60 een van de grootste en meest indrukwekkende architecturale ontwerpen van de stad was, werd door critici steeds meer beschouwd als een doorn in het oog. Er zijn verscheidene plannen gemaakt en goedgekeurd om zowel het plein als het stadhuis te renoveren. Deze omvatten het bouwen van wolkenkrabbers en een groot ondergronds parkeercomplex onder het plein. Er kwam echter veel verzet, omdat velen vinden dat de geschiedenis van Tel Aviv behouden moet blijven. Als gevolg van deze weerstand liep de wederopbouw veel vertraging op. Na kleine renovaties door de jaren heen, zou de grote renovatie in januari 2021 van start gaan. In oktober 2021 werd het plein afgesloten en begonnen de werkzaamheden.